# ポリアンナ効果
ポリアンナ効果（ポリアンナこうか、英: Pollyanna Effect）は、心理学用語の一つで、否定的（悲観的、後向き）な言辞よりも肯定的（楽観的、前向き）な言辞の方が大きな影響を及ぼすという効果である。1964年にアメリカ合衆国の心理学者チャールズ・E・オスグッドが提唱した語。パレアナ効果ともいう。
一般的には：
- 肯定的な感情を伴った記憶は思い出し易く、対に否定的な感情を伴った記憶は思い出し難い。
- 人は一般的に肯定的な評価を好む。
- （特にマスマーケティングにおいて）否定的評価は肯定的な評価に比べると集まりにくい。

などを指す。
この名称は、1913年にエレナ・ホグマン・ポーターが書いたベストセラー小説『少女パレアナ（少女ポリアンナ）』 (Pollyanna) および『パレアナの青春（ポリアンナの青春）』（Pollyanna Grows Up）の主人公パレアナ（ポリアンナ）(Pollyanna)に因んでる。